# Alfred Niwiński

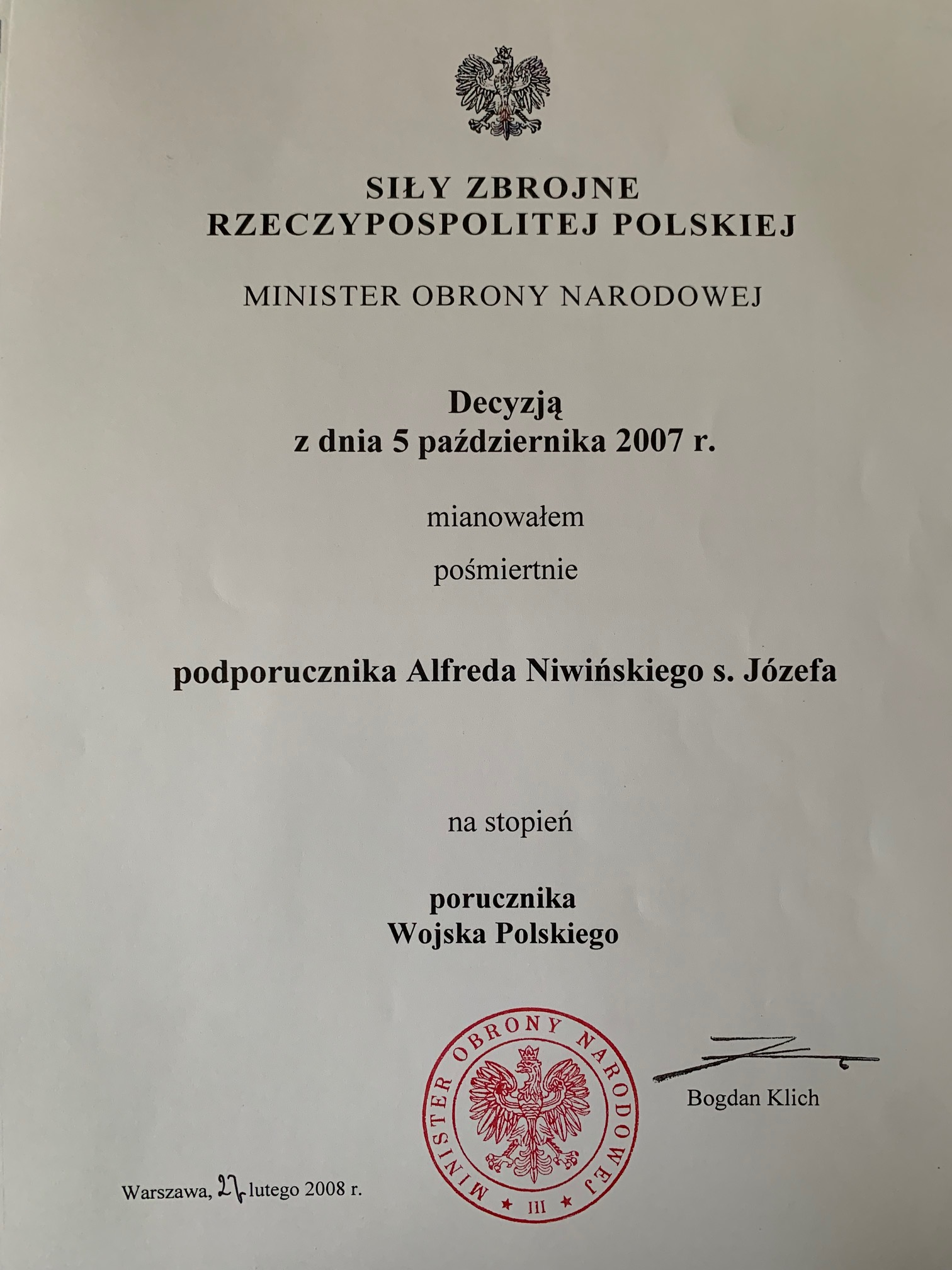
Awans Alfreda Niwińskiego

Alfred Niwiński (ur. 28 listopada 1900 w Białymstoku, zm. kwietniu 1940 w Charkowie) – polski nauczyciel, podporucznik rezerwy saperów Wojska Polskiego, ofiara zbrodni katyńskiej.

## Życiorys
Urodził się 28 listopada 1900 roku w Białymstoku jako najstarszy syn Józefa i Almy Marii Foke. Po wybuchu I wojny światowej rodzina została ewakuowana w głąb Rosji, do Orła. Tam wstąpił do 1 Orłowskiej Drużyny Harcerskiej im. księcia Józefa Poniatowskiego. Był członkiem zastępu „Puhaczy” (wraz z Witoldem Ferchminem, Zenonem Zdanowiczem, Hipolitem Olechnowiczem, Alfredem Brenneisenem, Norbertem Brenneisenem, Władysławem Piaseckim, Gustawem Napiórkowskim), którego zastępowym był Witold Pilecki. W roku 1918 rodzina wróciła do Białegostoku co umożliwiło mu kontynuację nauki. Ukończył liceum im. Króla Augusta w Białymstoku (1921). Walczy w szeregach 1 kompanii 6 Harcerskiego pułku piechoty od Wilna do przedmieść Warszawy. W 1920 roku wziął udział w obronie Warszawy w wojnie polsko-bolszewickiej. W muzeum szkolnym zachowało się świadectwo Niwińskiego: „W roku 1920 podczas najazdu nieprzyjaciół stanął do obrony ojczyzny w szeregach armii ochotniczej”. Po maturze kontynuował działalność harcerską – został pierwszym komendantem chorągwi w Białymstoku. Funkcję komendanta sprawował w latach 1923–1924. 13 czerwca 1924 został sekretarzem Zarządu Oddziału Wileńskiego ZHP. W 1925 Niwiński był zastępcą komendanta Chorągwi Wileńskiej ZHP, wizytujący w marcu 1925 chorągiew z ramienia Naczelnika Głównej Kwatery harcmistrz Tadeusz Maresz tak pisze o Niwińskim – „bardzo pracowity instruktor, ruchliwy, ambitny”. Na początku 1926 na własną prośbę zostaje zwolniony z funkcji komendanta chorągwi prof. Dziewulski, a na jego miejsce Naczelnictwo ZHP powołuje dotychczasowego zastępcę – Niwińskiego. W lecie tego samego roku Niwiński prowadził obóz instruktorski nad Wilenką koło Mickun. We wrześniu tego roku, Niwiński w związku z powołaniem do odbycia służby wojskowej ustąpił ze stanowiska komendanta chorągwi.
Studia na filologii polskiej na Uniwersytecie Stefana Batorego w Wilnie ukończył dyplomem i tytułem magistra. W 1927 roku został powołany do wojska, ukończył Szkołę Podchorążych Saperów Kolejowych w Jabłonnie pod Warszawą jako podporucznik ze starszeństwem z dniem 1 stycznia 1933 roku.
Podjął pracę jako nauczyciel Gimnazjum im Romualda Traugutta w Brześciu nad Bugiem.
W trakcie kampanii wrześniowej został powołany do 2 batalionu mostów kolejowych pułku stacjonującego w Jabłonnie i skierowany na wschód. Wzięty do niewoli przez Sowietów, trafił do obozu w Starobielsku. Wiosną 1940 został zamordowany przez funkcjonariuszy NKWD w Charkowie, po czym jego ciało wrzucono do bezimiennego, zbiorowego dołu śmierci lesie w Piatichatkach, gdzie od 17 czerwca 2000 mieści się oficjalnie Cmentarz Ofiar Totalitaryzmu w Charkowie. Na Liście Starobielskiej NKWD figuruje pod pozycją nr 2383. Podczas ekshumacji prowadzonej w latach 1995–1996 Niwiński został zidentyfikowany na podstawie zapisków w kalendarzyku porucznika Alojzego Babińskiego. Jego szczątki spoczywają w grobie 14, 28/95, nr inw. 1865/96.

### Życie prywatne

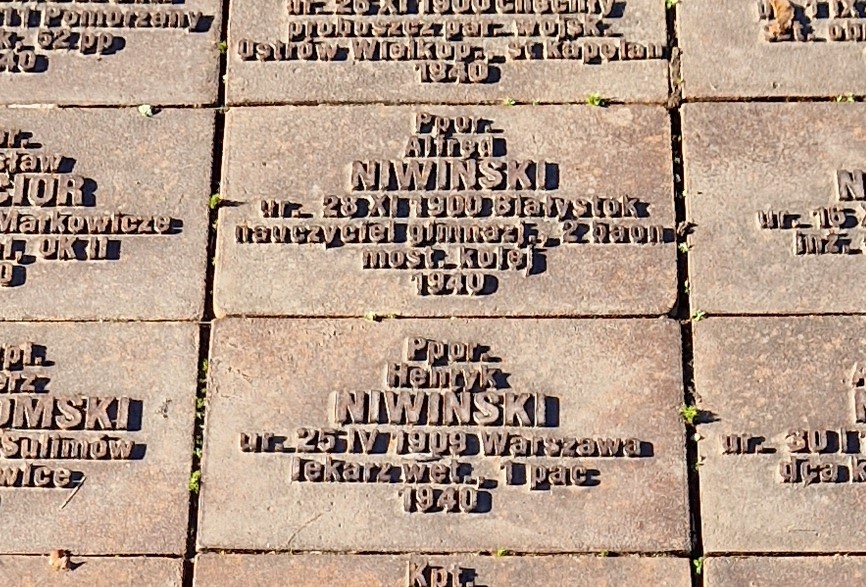
Tablica epitafijna Alfreda Niwińskiego na Cmentarzu Ofiar Totalitaryzmu w Charkowie.

W 1932 poślubił Jadwigę Piech, z którą miał córki Irenę i Krystynę. Początkowo mieszkali w Słonimiu, a potem w Brześciu nad Bugiem przy ulicy Jagiellońskiej 12/8.

## Upamiętnienie
Minister Obrony Narodowej decyzją Nr 439/MON z 5 października 2007 awansował go pośmiertnie na stopnień porucznika. Awans został ogłoszony 10 listopada 2007 w Warszawie, w trakcie uroczystości „Katyń Pamiętamy – Uczcijmy Pamięć Bohaterów”.
W 2010 został upamiętniony Dębem Pamięci swojego imienia przy przedszkolu nr 12 w Legionowie – certyfikat 3603/6443/WE/2010